# El Baúl
El Baúl é uma cidade venezuelana, capital do município de Girardot (Cojedes).